# Laus holmar
Laus holmar este o arie protejată (arie specială de conservare — SAC, sit de importanță comunitară — SCI, arie de protecție specială avifaunistică — SPA) din Suedia întinsă pe o suprafață de 527,8 ha, integral pe uscat.

## Localizare
Centrul sitului Laus holmar este situat la coordonatele 57°17′09″N 18°44′59″E / 57.2858°N 18.7498°E.

## Înființare
Situl Laus holmar a fost declarat sit de importanță comunitară în decembrie 1995 pentru a proteja 5 specii de animale. Alte tipuri de protecție:
- arie de protecție specială avifaunistică (în martie 1996)[2]
- arie specială de conservare (în martie 2011)[1][3][4]

## Biodiversitate
Situată în ecoregiunile boreală și marină baltică, aria protejată conține 5 habitate naturale: Pajiști cu Molinia pe soluri calcaroase, turboase sau argilos-nămoloase (Molinion caeruleae), Pășuni de coastă din Baltica boreală, Vegetație perenă pe țărmurile stâncoase, Pajiști uscate seminaturale și facies de acoperire cu tufișuri pe substraturi calcaroase (Festuco-Brometalia) (* situri importante pentru orhidee), Alvar nordic și șisturi calcaroase precambriene.
La baza desemnării sitului se află mai multe specii protejate de  păsări (5): Branta leucopsis, Phalacrocorax carbo sinensis, pescăriță mare (Sterna caspia), Sterna paradisaea, chiră de mare (Sterna sandvicensis).